# Julius Carry
Julius J. Carry III (* 12. März 1952 in Chicago, Illinois; † 19. August 2008 in Los Angeles, Kalifornien) war ein US-amerikanischer Schauspieler.

## Leben
Carry begann seine Karriere 1979 mit Nebenrollen in US-amerikanischen Filmen. 1985 hatte er seine erste Filmrolle in der Neuverfilmung der Pierre-Richard-Komödie Der Verrückte mit dem Geigenkasten. Im selben Jahr hatte er eine größere Rolle im Martial-Arts-Film Der Tanz des Drachen. Zwischen 1989 und 1991 spielte er eine der Hauptrollen in der Serie Doctor Doctor, von 1993 bis 1994 spielte er in Die Abenteuer des Brisco County jr.
Der in zweiter Ehe verheiratete Carry verstarb im Jahr 2008 im Alter von 56 Jahren an einer Krebserkrankung.

## Filmografie (Auswahl)

### Spielfilme
- 1979: Helden der Nacht (Disco Godfather)
- 1985: Der Verrückte mit dem Geigenkasten (The Man with One Red Shoe)
- 1985: Der Tanz des Drachen (The Last Dragon)
- 1988: Lost World – Die letzte Kolonie (World Gone Wild)
- 1988: Moving – Rückwärts ins Chaos (Moving)
- 2002: The New Guy (alternativ: The New Guy – Auf die ganz coole Tour)

### Fernsehserien
- 1982: Polizeirevier Hill Street (Hill Street Blues)
- 1985: Das A-Team (The A-Team)
- 1985: Die Spezialisten unterwegs (Misfits of Science)
- 1987: Das Model und der Schnüffler (Moonlighting)
- 1989: Doctor Doctor
- 1992: Alle unter einem Dach (Family Matters)
- 1993: Die Abenteuer des Brisco County jr. (The Adventures of Brisco County Jr.)
- 1993: Mord ist ihr Hobby (Murder, She Wrote)
- 1994: Earth 2
- 1997: Das Leben und Ich (Boy Meets World)
- 1999: Chaos City (Spin City)
- 1999–2001: Ein Trio zum Anbeißen
- 2001: The District – Einsatz in Washington (The District)
- 2001: Diagnose: Mord (Diagnosis Murder)
- 2004: JAG – Im Auftrag der Ehre (JAG)
- 2006: The Unit – Eine Frage der Ehre (The Unit)